# Италиански ренесанс
Италианският ренесанс е най-ранното проявление на общия европейски Ренесанс, период на голяма културна промяна и постижения. Започва в Италия през XIV и продължава до XVI век, и обозначава прехода между Средновековие и Ново време в Европа. Терминът „Ренесанс“ влиза в употреба през XIX век в произведенията на историци като Жул Мишле и Якоб Буркхард. Макар че зараждането на подобно движение датира от началото на XIV век, то остава ограничено до образованите хора, посветили се на интелектуални усилия и покровителстващи изкуствата, а много други аспекти на италианската култура и общество в голямата си част не се променят и до края на века Ренесансът не успява да достигне апогея си.
Думата „ренесанс“ (на италиански: Rinascimento) означава „възраждане“ и епохата е известна с подновения интерес към културата на класическата Античност след периода на Средновековието, който ренесансовите хуманисти означават като „Тъмни векове“. Тези промени, макар и значителни, са концентрирани в елита, а животът на мнозинството от населението се променя малко в сравнение със Средновековието. Другият термин за Ренесанс в Италия е Хуманизъм (идва от латинската дума homo – „човек“ и означава, че в центъра на ценностната система се поставя човекът).
Ренесансът започва в Тоскана в Централна Италия и е съсредоточен в град Флоренция. Флорентинската република, един от няколкото италиански градове-държави на полуострова, постига икономическа и политическа мощ, като развива банковото дело и предоставя парични кредити, включително и на европейските монарси и така полага основите за развитието на капитализма. Ренесансовата култура по-късно се разпространява във Венеция, с нейната средиземноморска империя и контрол върху търговските пътища към Ориента след кръстоносните походи и след пътуванията на Марко Поло между 1271 и 1295 г. Така Италия подновява контакта с наследството на древногръцката култура и предоставя на учените хуманисти нови текстове. Ренесансът има значително влияние върху Папската държава и върху Рим, до голяма степен възстановен от хуманисти и ренесансови папи, като Юлий II (1503 – 1513) и Лъв X (1513 – 1521), който често се намесва в италианската политика, в арбитража на спорове между конкуриращи се колониални сили (например Договор от Тордесиляс) и в противопоставяне на Протестантската реформация, започнала ок. 1517 г.
Италианският ренесанс е известен с постиженията си в живописта, архитектурата, скулптурата, литературата, музиката, философията, науката, технологиите и изследванията. Италия става признат европейски лидер във всички тези области към края на XV век. Това е епохата на Мира от Лоди (1454 – 1494), договорен между италианските държави. Италианският ренесанс достига своя връх в средата на XVI век, но скоро вътрешните спорове и чуждестранните нашествия хвърлят региона в несигурността на Италианските войни (1494 – 1559). Въпреки това идеите и идеалите на Италианския ренесанс се разпространяват към останалата част на Европа, поставяйки началото на Северния ренесанс от края на XVI век. Италианските пътешественици от морските републики служат под покровителството на европейските монарси, поставяйки началото на Епохата на великите географски открития. Най-известните сред тях са Христофор Колумб (който плава под знамената на Испания), Джовани да Верацано (плава за Франция), Америго Веспучи (за Португалия) и Джон Кабот (за Англия). Италиански учени като Фалопио, Тарталя, Галилео и Торичели изиграват ключова роля в научната революция, а чужденци като Коперник и Везалий работят в италианските университети.
Разказите за ренесансовата литература обикновено започват с тримата велики италиански писатели от Проторенесанса (треченто или XIV век): Данте Алигиери (Божествена комедия), Петрарка (Канцониери) и Бокачо (Декамерон). Известни народни поети от Ренесанса включват епичните автори Луиджи Пулчи (автор на Морганте), Матео Мария Боярдо (Влюбеният Орландо), Лудовико Ариосто (Бесният Орландо) и Торкуато Тасо (Победеният Йерусалим, 1581). Писатели от 15 век поетът Полициано (1454 – 1494) и философът платонист Марсилио Фичино (1433 – 1499) правят обширни преводи както от латински, така и от гръцки. В началото на XVI век Балдасаре Кастильоне излага визията си за идеалния джентълмен и дама в Книгата на придворния (1528), докато Николо Макиавели (1469 – 1527) разглежда критичнпо la verità effettuale della cosa – „действащата истина на нещата“ във Владетелят. Това произведение е съставено в хуманистичен стил, главно от паралелни древни и съвременни примери на добродетелите (Virtu). Историците от периода включват самия Макиавели, неговия приятел и критик Франческо Гуичардини (1483 – 1540) и Джовани Ботеро (Разумът на държавата, 1589). Печатницата Aldine Press, основана през 1494 г. от печатаря Алдо Мануцио във Венеция, разработва курсивни и джобни издания, които човек може да носи в джоба си; тя става първата, която публикува печатни книги на старогръцки език. Венеция става родното място и на комедия дел арте.
Ранната ренесансова живопис оказва доминиращо влияние върху последващата европейска живопис и скулптура в продължение на векове след това с италианските художници като Леонардо да Винчи (1452 – 1519), Микеланджело (1475 – 1564), Рафаело (1483 – 1520), Донатело (ок. 1386 –1466), Джото (ок. 1267 –1337), Мазачио (1401 – 1428), Фра Анджелико (ок. 1395 –1455), Пиеро дела Франческа (ок. 1415 –1492), Доменико Гирландайо (1448 – 1494), Перуджино (ок. 1446 –1523), Ботичели (ок. 1445 –1510) и Тициан (ок. 1488 –1576). Италианската ренесансова архитектура има подобно влияние в цяла Европа, както се практикува от Брунелески (1377 – 1446), Леон Батиста Алберти (1404 – 1472), Андреа Паладио (1508 – 1580) и Браманте (1444 – 1514). Техните творби включват катедралата във Флоренция (строена от 1296 до 1436 г.), базиликата Свети Петър (строена 1506 – 1626 г.) в Рим и Храма на Малатеста (реконструиран ок. 1450 г.) в Римини, както и няколко частни резиденции. Музиката на Италианския ренесанс включва композитори като Джовани Пиерлуиджи да Палестрина (ок. 1525 –1594), Римската школа и по-късно Венецианската школа и раждането на операта чрез фигури като Клаудио Монтеверди (1567 – 1643) във Флоренция. Във философията мислители като Галилео, Макиавели, Джордано Бруно (1548 – 1600) и Пико дела Мирандола (1463 – 1494) наблягат на натурализма и хуманизма, като по този начин отхвърлят догмата и схоластиката.

## Терминология
Съществува известен разнобой в периодизацията на Ренесанса. В италианското изкуствознание се използва хронологичното определение по векове: дученто, треченто, куатроченто, чинкуеченто – съответно XII, XIII, XIV, XV век. Алтернативното разделение е на Предренесанс, Ранен ренесанс, Зрял (висок) ренесанс и Късен ренесанс. Например наименованието „Висок ренесанс“ (на немски: Hochrenaissance) се появява за първи път на немски език в началото на XIX век като производно на понятието „висок стил“ в живописта и и скулптурата, въведено от Йохан Винкелман.

### Предренесанс
Развива се към XIII и началото на XIV век. Включва творци като Николо Пизано, Арнолфо ди Камбио, Дучо ди Буонинсеня, Симоне Мартини, Чимабуе, Джото и Данте Алигиери.
Предренесансът е тясно свързан със Средновековието, с романските и готическите традиции, и този период се явява подготовка на Ренесанса. Дели се на два подпериода: до смъртта на Джото и след 1337 г. Най-важните открития, най-забележителните творци живеят и работят през първия период. Вторият е свързан с чумната епидемия, опустошаваща Италия. Всички открития се правят на интуитивно ниво. В края на XIII век във Флоренция е издигнато главното храмово съоръжение – катедралата „Санта Мария дел Фиоре“, чийто автор е Арнолфо ди Камбио, по-късно работата е продължена от Джото, който проектира камбанарията.
Преди всичко изкуството на Предренесанса се появява в скулптурите на Николо и Джовани Пизано, Арнолфо ди Камбио и Андреа Пизано. Живописта е представена от две художествени школи: Флоренция (Чимабуе, Джото) и Сиена (Дучо ди Буонинсеня, Симоне Мартини). Централна фигура става Джото. Художниците на Ренесанса го считат за реформатор на живописта. Джото открива пътя, по който тръгва развитието на движението: изпълване на религиозните форми със светско съдържание, постепенен преход от равнинни изображения към обем и релеф, увеличаване на реализма, изобразяване в картината на интериора.

### Ранен ренесанс
Известни творци са Филипо Брунелески, Лоренцо Гиберти, Леон Батиста Алберти, Донатело, Мазачо, Беноцо Гоцоли и др.
Периодът на т. нар. Ранен ренесанс обхваща в Италия времето от 1420 до 1500 г. В течение на тези 80 години изкуството все още не е напълно отделено от това на миналото, но опитва да примеси към него елементи, заимствани от класическата древност. Едва впоследствие, и то малко по-малко, под влиянието на все по-силно изменящите се условия на живот и култура, художниците изцяло скъсват със средновековната основа и смело използват образите от античното изкуство, както в общите концепции на произведенията си, така и в детайлите им.
Докато изкуството в Италия решително поема по пътя на подражание на класическата древност, в другите страни то дълго запазва традициите на готическия стил. На север от Алпите, а също и в Испания, Ренесансът настъпва едва в края на 15 век и неговият ранен период продължава приблизително до средата на следващия век.

### Зрял ренесанс
Обхваща периода 1500 – 1550 г. – Флоренция, Рим, Венеция с представители Донато Браманте, Леонардо да Винчи, Микеланджело Буонароти, Рафаело и Джорджоне.
Третият период на Ренесанса – времето на най-пищното развитие на стиловете му е прието да се нарича Развит или Зрял ренесанс. Той продължава в Италия приблизително от 1500 до 1527 г. (моментът на Разграбване на Рим (1527) от войските на Карл V).
В това време центърът на влияние на италианското изкуство се премества от Флоренция в Рим благодарение на качването на папския престол на Юлий II – човек честолюбив, смел и предприемчив, който привлича към двора си най-добрите художници на Италия, които се заемат с многобройни и важни проекти и дава пример за любов към художественото изкуство. При този папа и при неговите близки приемници Рим става като новата Атина от времето на Перикъл: в него се строят множество монументални здания, създават се великолепни скулптурни произведения, изписват се фрески и се рисуват картини, и до днес считани за шедьоври в живописта; при това и трите сфери на изкуството хармонично вървят ръка за ръка, помагайки си една на друга и взаимно въздействайки си. Сега античното изкуство се изучава с много по-голямо основание, възпроизвежда се с по-голяма строгост и последователност; спокойствието и достойнството заменят игривата красота, която представлява стремежа на предшестващия период; напомнянето за средновековното напълно изчезва, и класическия отпечатък бележи всички произведения на изкуството. Но подражанието на древността не пречи на стремежите на художниците за самостоятелност, и те, с голяма находчивост и жива фантазия, свободно преработват и променят на дела това, което считат за уместно да заимстват от античното гръко-римско изкуство.

### Късен ренесанс
Това е XVI век: времето на Андреа Паладио, Тициан, Паоло Веронезе и Тинторето.
Късният ренесанс в Италия обхваща периода от 1530-те до 1590 – 1620-те години. Някои изследователи причисляват към Късния ренесанс и 1630-те години, но тази позиция предизвиква спорове сред изкуствоведите и историците. Изкуството и културата от това време са толкова разнообразни по своите прояви, че свеждането им под един знаменател може да стане само с голяма условност. Например, Енциклопедия Британика пише, че „Ренесансът като цялостен исторически период завършва с разграбването на Рим през 1527 г.“. В Южна Европа възтържествува Контрареформацията, която гледа с подозрение на всяко свободомислие, включително на изобразяването на човешкото тяло и възкресяването на идеалите на Античността като крайъгълни камъни на ренесансовата идеология. Идеологическите противоречия и общото чувство на криза във Флоренция довеждат до „нервно изкуство“ на скалъпени цветове и начупени линии – маниеризма. В Парма, където работи Антонио да Кореджо, маниеризмът достига едва след смъртта му през 1534 г. Венеция има свой собствен път на развитие в художествените традиции и до края на 1570-те години там работят Тициан и Андреа Паладио, чието творчество няма почти нищо общо с кризата в изкуството на Флоренция и Рим.

### Треченто
Италианската наука отнася началото на Хуманизма (Ренесанс) към 20 – 30-те години на XIV век, защото тъкмо тогава започва и възраждането на Античността като свят на литературата и културата и като идеал за подражание. Франческо Петрарка се оказва средоточие на всички импулси, свързани с възкресяването на Античността през италианското Треченто. Тогава настъпва преврат в човешкия живот и мироглед, огромен разцвет на художествената култура във всички видове и жанрове. Овладява се балансът между вътрешна и външна красота. Изобразяват се както велики светци, така и велики грешници, както божествената красота, така и грозотата. През този период започва да се търси индивидуализацията на човека – портретът. Изобразяват се исторически личности или митологични образи на богове.
Перспективата и пропорциите са напълно овладени, както в архитектурата и скулптурата, така и в живописта.

### Куатроченто (Ранен ренесанс)
Куатроченто (на италиански: quattrocento – „четиристотин“, съкращение от mille quattrocento – италианската дума за „хиляда и четиристотин“) е обобщаващ термин, в който се включват културните и творчески събития от XV век в Италия. Периодът обхваща и е съотносим с периода на Ранния ренесанс. Столетието след Петрарка и Бокачо е всъщност времето на утвърждаването на новата хуманистична култура в Италия. Това е и епохата, когато се утвърждава статутът на субекта – носител на тази нова култура – хуманистът. През първата половина на XV век Хуманизмът вече се възприема не само като характеристика на новата култура, но и като професия. Хуманистът е задължително специалист по древните езици и култури.
Още през XIV век в повечето от водещите духовни и културни центрове на Италия се осъществява преход от свободни градове-републики към принципати, т.е. към властта на отделни аристократически или буржоазни фамилии. Такива са Медичите, Висконти, Савойските херцози и др.
Литературата, създавана през тази епоха в Италия, е написана главно на латински и има предимно философски и публицистичен характер. Същевременно културата на хуманизма притежава още една съществена страна – изследователски и събирателен характер. Повечето видни хуманисти продължават издирването на древни ръкописи из манастирските библиотеки. През първата половина на Куатроченто нараства интересът към старогръцката литература. Много византийски учени се заселват в Италия още през втората половина на XIV век, а след падането на Константинопол (1453 г.) непрестанно нараства корпусът на старогръцката литература, появяват се нейни издатели и разпространители, и кръгозорът на късните хуманисти се разширява неимоверно много.
Освен учено-филологическия компонент, възраждането на Класическата античност в Италия, е налице и художествено-литературен. Широко разпространено е тогавашното убеждение в необходимостта да бъде възкресена и класическата литература, за да се сключи кръгът на времето и да се изключи от развитието периодът на варварството, свързани с дългата епоха на Средновековието. Възраждането на античната литература приема най-различни степени и форми.
Епохата на Куатроченто се характеризира и с развитието на хуманистичната философия в отличие с тази на Треченто. Първоначално е силно въздействието на античната стоическа философия, чиито принципи биват популяризирани от Леонардо Бруни и Поджо Брачолини.
Несъмнено това три четвърти столетие е епоха на разцвет на хуманистичната култура и новолатинската литература в Италия. През това време литературата на простонароден латински (на лат. vulgus) е в отстъпление, макар че повечето от видните хуманисти се изявяват като двуезични, т.е. пишат на латински и на италиански език.

### Чинкуеченто
Връх в развитието на реалистичната ренесансова живопис в Италия в края на XV век и първата четвърт на XVI век представляват творчеството на Лука Синьорели, Леонардо да Винчи, Рафаело и Микеланджело.
В края на XV и началото на XVI век Италия не се различава съществено от страната, която е била в епохата на Треченто. Тя е същия конгломерат от дребни княжески владения (принципати) и малко на брой свободни градове-републики, сред които се открояват Венеция и Флоренция. Важен фактор в политиката и културата е папската курия, владееща обширни земи в Централна Италия.
През втората половина на Чинкуеченто тази слаба и феодално разпокъсана Италия привлича все по-определено апетитите на двете съседни кралства със силна абсолютистка власт – кралство Франция и кралство Арагон. Около средата на столетието Неаполитанското кралство става за дълго владение на арагонската династия. В края на XV век започват военните походи и на френските крале – Шарл VIII, Луи XII и Франсоа І. В края на XV век се водят т.нар италиански войни. В продължение на 15 години (1499 – 1514) Луи XII държи в подчинение значителни област от Северозападна и Централна Италия. Продължителните войни променят съществено обстановката в Италия. Венеция е отслабена, докато Милано престава да бъде каквато и да е сила. Флоренция избира управлението на богатия род Медичи. Неапол окончателно попада под властта на испанците. Само Папската държава излиза по-силна отпреди.
Освен войните и чуждите нашествия, помрачили първата третина на Чинкуеченто, сред причините, довели до кризата в италианските земи, се намесва още един фактор с дълготрайно значение. Откриването на Америка от Христофор Колумб довежда до невероятно активизиране на презокеанските пътешествия и до истинска треска за завоюване на отвъдморски територии. Начело на този процес застават западноевропейските морски страни – Англия, Франция, Нидерландия. Разпокъсана Италия постепенно губи значението си на средище в европейската търговия, на посредник между Европа и Близкия, Средния и Далечния Изток. Това е и началото на упадъка на най-големите морски пристанища Неапол, Венеция и Генуа, а този икономически упадък постепенно води и до упадък в културата.

## Живописни школи
- Флорентинска школа
- Сиенска школа
- Пизанска школа
- Венецианска школа